# Стаклино
Стаклино — деревня в Себежском районе Псковской области России. Входит в состав сельского поселения Себежское. Фактически урочище.

## География
Находится на юго-западе региона, в северной части района, в обезлесенной местности около реки Веть.
Уличная сеть не развита.

## История
В XIX веке земли поселения Стаклина гора входили в состав Псковской губернии. 
В 1941—1944 гг. местность находилась под фашистской оккупацией войсками Гитлеровской Германии. В июне 1943 года деревня сожжена фашистами. В декабре 1943 года за связь с партизанами живой была брошена в огонь горящей избы 70-летняя Анастасия Федоровна Федорова в деревне Стаклина Гора
До 1995 года деревня входила в Томсинский сельсовет. Постановлением Псковского областного Собрания депутатов от 26 января 1995 года все сельсоветы в Псковской области были переименованы в волости и деревня стала частью Томсинской волости.
В 2010 году Томсинская волость, вместе с Стаклино и другими населёнными пунктами, была влита в состав нового муниципального образования «сельское поселение Себежское».

## Население
| 2001 | 2002 | 2010 |
| ---- | ---- | ---- |
| 1    | ↘0   | →0   |

## Инфраструктура
Было личное подсобное хозяйство.

## Транспорт
Деревня доступна по просёлочной дороге